# Iris Flacke
Iris Flacke (* 1. Februar 1977) ist eine ehemalige deutsche Fußballspielerin.

## Karriere
Flacke spielte zunächst bis 1998 für die Frauenfußballabteilung des FC Eintracht Rheine, zuletzt in der seit der Saison 1997/98 eingleisigen und nicht in Gruppen unterteilte Bundesliga; die Saison schloss ihre Mannschaft als Siebtplatzierter ab. Ein Jahr zuvor wurde das Finale im Wettbewerb um den DFB-Pokal erreicht. In der am 14. Juni 1997 im Olympiastadion Berlin vor 30.000 Zuschauern mit Grün-Weiß Brauweiler ausgetragenen und mit 1:3 verlorenen Begegnung trat sie als Abwehrspielerin in Erscheinung, wie auch am 31. August 1997 in Rheine bei der 0:1-Niederlage im Spiel um den Supercup.
Von 1998 bis 2006 spielte sie für vier weitere Vereine in der Bundesliga, aus denen sich drei zu eigenständigen entwickelten. Zunächst spielte sie für den FCR Duisburg, der die Saison als Zweitplatzierter in der Meisterschaft und als Finalist um den nationalen Vereinspokal abschloss. Im Finale am 12. Juni 1999 wurde sie als Mittelfeldspielerin bei der 0:1-Niederlage gegen den 1. FFC Frankfurt im Berliner Olympiastadion eingesetzt. Am Ende der Folgesaison gewann sie mit ihrem Verein ihre einzige Deutsche Meisterschaft – souverän mit 15 Punkten vor dem Vorjahresmeister 1. FFC Frankfurt. Im Wettbewerb um den DFB-Pokal ereilte ihre Mannschaft das Aus bereits im Viertelfinale beim 3:5 im Elfmeterschießen gegen Grün-Weiß Brauweiler.
Zu diesem Verein, der sich ab 1. Juni 2000 FFC Brauweiler Pulheim nannte, wechselte sie zur Saison 2000/01 und blieb bis Saisonende 2003/04, an dessen Ende als Elftplatzierter und Vorletzter der Abstieg in die erstmals ausgetragene 2. Bundesliga Nord erfolgte.
Flacke allerdings, schloss sich zur Saison 2004/05 dem FFC Heike Rheine an, für den sie in 20 Punktspielen fünf Tore erzielte und mit ihm am Saisonende den siebten Platz belegte. Im DFB-Pokal-Viertelfinale unterlag ihr Verein dem FC Bayern München mit 0:1. Ihre letzte Saison – nach Duisburg zurückgekehrt – bestritt sie für den FCR 2001 Duisburg, zu dessen Spielführerin sie sogleich benannt wurde. Lediglich neun Punktspiele vom 14. August 2005 bis 19. März 2006 bestritt sie für den Verein, bevor sie ihre Karriere beendete. Eine Woche später unterlag ihr Verein im DFB-Pokal-Halbfinale dem 1. FFC Frankfurt, nachdem sie im Viertelfinale beim 4:2-Sieg n. V. über den Hamburger SV noch mitgewirkt hatte.

## Erfolge
FC Eintracht Rheine
- DFB-Supercup-Finalist 1997
- DFB-Pokal-Finalist 1997

FCR Duisburg 55
- Deutscher Meister 2000, Zweiter der Meisterschaft 1999
- DFB-Pokal-Finalist 1999

FCR 2001 Duisburg
- Zweiter der Meisterschaft 2006
- DFB-Pokal-Halbfinalist 2006